# 薄倉里奈
薄倉 里奈（うすくら りな、2004年9月27日 - ）は、日本の歌手、女優、モデル。
miracle²の元メンバー。REVEの元メンバー。KAIJU ON THE STAGEの元メンバー。
姉は、元プリズム☆メイツの薄倉奈津。

## 来歴
2014年、RONI GIRLS 5期生オーディションに合格。専属モデルとして活動した。
2017年4月から1年間、テレビ東京系列で放送された『アイドル×戦士 ミラクルちゅーんず!』に白鳥アカリ役で出演。また、同番組で結成されたアイドルユニット・miracle2 （ミラクルミラクル）のメンバーとしても活動した。
2018年2月〜3月、ドラマ『隣の家族は青く見える』にサナ役で出演。
2019年5月、少女歌劇団（現:少女歌劇団ミモザーヌ）オーディションに合格し、1期生メンバーとして加入。
2019年11月、少女歌劇団を退団。
2020年夏、事務所インキュベーションに入所し、2021年2月に入所を公表。
2021年2月、GAMES GLORIOUS公式イメージモデルに就任。
2021年3月30日、「超十代 -ULTRA TEENS FES- 2021 PREMIUM」に出演。
9月3日、「超十代音楽プロジェクトガールズユニット～ドリプロ～」の期間限定ガールズユニットに選ばれたことを自身のInstagramで発表した。10月1日にはユニットの写真付きで、ユニット名が「REVE」であることも発表した。
2024年5月末、事務所インキュベーションを退所。
2024年7月、新アイドルグループ「KAIJU ON THE STAGE」のメンバーとしてのデビューを発表。担当カラーは紫、キャッチコピーは｢うたごえかいじゅー｣である。
2024年12月1日、翌年2月19日に実施される1stワンマンライブをもってKAIJU ON THE STAGEを卒業することを発表。
2025年2月19日、「KAIJU ON THE STAGE 1st ONEMAN LIVE - METEOR IMPACT -」をもってKAIJU ON THE STAGEを卒業した。

## 人物
- EXPG STUDIO YOKOHAMA出身
- 特技：ダンス、変顔、口のパントマイム、小さな折り紙で鶴を折ること。
- 趣味:アニメ・音楽鑑賞、歌うこと。

## 出演

### テレビ

#### ドラマ
- ガールズ×戦士シリーズ
  - アイドル×戦士 ミラクルちゅーんず! （2017年4月 - 2018年3月、テレビ東京） - 白鳥アカリ 役
  - 魔法×戦士 マジマジョピュアーズ!・第6話 （2018年5月6日、テレビ東京） - 白鳥アカリ 役
- 隣の家族は青く見える （2018年1月18日 - 3月22日、フジテレビ） - さな役

#### その他
- おはスタ （2017年9月26日・12月18日・2018年2月13日、テレビ東京）（ゲスト出演・miracle2として）
- シブヤノオト （2018年3月4日、NHK総合）（miracle2として）

### 舞台
- アサルトリリィ×私立ルドビコ女学院「シュベスターの祈り」（2023年5月18日-5月21日、新宿シアターサンモール） - 永瀬・マルタ・のの花 役
- クオッカーズ「バンブー・サマー2024」（2024年3月20日 - 31日、劇場MOMO）[1]
- 盆栽サイダー第五回公演「なぞる。」（2024年9月4日 - 8日、ウッディシアター中目黒）

### インターネットラジオ
- デジバズ！（2021年11月11日-2024年4月11日ShibuyaCross-FM） - アシスタント（MCを担当している西村信章欠席回はMCとして出演）

### Web配信番組
- 今日、好きになりました。（AbemaTV）
  - 霞草編（2021年6月14日 - 7月19日）

## 書籍

### 写真集
- りなのなかみ（2022年5月15日、株式会社LARME）